# Oscar 2003
Cea de-a 75-a ediție a Premiilor Academiei Americane de Film a avut loc pe 23 martie 2003 la Kodak Theatre din Hollywood, California. Gazda show-lui a fost Steve Martin.
Ceremonia a avut loc la 5 zile după invazia Irakului.

## Cel mai bun film
- Chicago
- Gangs of New York
- The Hours
- The Lord of the Rings: The Two Towers
- The Pianist

## Cel mai bun regizor
- Roman Polanski - The Pianist
- Rob Marshall - Chicago
- Martin Scorsese - Gangs of New York
- Stephen Daldry - The Hours
- Pedro Almodóvar - Talk to Her

## Cel mai bun actor
- Adrien Brody - The Pianist
- Nicolas Cage - Adaptation
- Michael Caine - The Quiet American
- Daniel Day-Lewis - Gangs of New York
- Jack Nicholson - About Schmidt

## Cea mai bună actriță
- Nicole Kidman - The Hours
- Salma Hayek - Frida
- Diane Lane - Unfaithful
- Julianne Moore - Far From Heaven
- Renée Zellweger - Chicago

## Cel mai bun actor în rol secundar
- Chris Cooper - Adaptation
- Ed Harris - The Hours
- Paul Newman - Road to Perdition
- John C. Reilly - Chicago
- Christopher Walken - Catch Me If You Can

## Cea mai bună actriță în rol secundar
- Catherine Zeta-Jones - Chicago
- Kathy Bates - About Schmidt
- Julianne Moore - The Hours
- Queen Latifah - Chicago
- Meryl Streep - Adaptation

## Cel mai bun film de animație
- Spirited Away
- Ice Age
- Lilo & Stitch
- Spirit: Stallion of the Cimarron
- Treasure Planet

## Cel mai bun film străin
- Nowhere In Africa (Germania)
- El Crimen del Padre Amaro (Mexico)
- Hero (China)
- The Man Without A Past (Finlanda)
- Zus & Zo (Olanda)